# Фототелеграф
В 1902 році німецьким фізиком Артуром Корном (нім. Arthur Korn) була запатентована технологія фотоелектричного сканування, що одержала згодом назву телефакс. Передане зображення закріплювалося на прозорому обертовому барабані, промінь світла від лампи, що переміщається вздовж осі барабана, проходив крізь оригінал і через розташовані на осі барабана призму та об'єктив попадав на селеновий фотоприймач. Ця технологія дотепер застосовується в барабанних сканерах.